# Conspiracy (King-Diamond-Album)
Conspiracy ist das vierte Album des dänischen Musikers King Diamond und der nach ihm benannten Band. Es handelt sich um ein Konzeptalbum, welches die Geschichte des Vorgängers Them weitererzählt.

## Stil und Rezeptionen
Die Musik auf Conspiracy ist klassischer Heavy Metal, der die Atmosphäre der erzählten Geschichte durch entsprechende Stilmittel unterstützt. Der Melodieanteil ist hoch und wird vor allem durch die Gitarren getragen, aber auch die Keyboards bekommen einen höheren Stellenwert. Die schon beim Album Abigal gelobten progressiven Elemente bei den talentierten Musikern wie Andy LaRocque werden auf Conspiracy weiter ausgebaut. Holger Stratmann gab im Magazin Rock Hard 9 Punkte und lobt die „kraftvollen Riffs, raffinierten Licks und Gitarrenläufe“ sowie die „intelligent eingesetzten Keyboards“. Vor allem die Leistung von Andy LaRocque, der mehrere Gitarrenspuren auf diesem Album übernahm, findet besondere Anerkennung: „In dem vom Meister selbst geschneiderten Rahmen tobt sich auch Gitarrist Andy LaRoque mehr denn je aus. Auch in 'Sleepless Nights' werden wieder irrsinnige Gitarrenläufe über die diesmal Randy Rhoads-mäßigen Riffs gelegt, denen jeweils ein ruhiger Akustikgitarrenpart vorausgeht.“. Im Fazit schließt Stratmann mit den Worten „Musikalisch sind KING DIAMOND jedoch diesmal z.T. bis an die Leistungsgrenze gegangen. Kompliment!“.
Für das Stück The Wedding Dream adaptierte King Diamond eine klassische Vorlage aus Wagners Oper Lohengrin, nämlich den international berühmten Hochzeitsmarsch Treulich geführt. Dieser wird dabei teilweise in unterschiedlichen Tonlagen zitiert und wechselt dann meist dissonant zu der Eigenkomposition King Diamonds, um den Albtraum akustisch abzubilden.
Neben der festen Bandbesetzung hatten auch diverse Gastmusiker ihre Einsätze auf dem Album. So steuerte der Judas-Priest-Gitarrist K. K. Downing ein Gitarrensolo für Something Weird bei. Die Keyboards teilte sich King Diamond mit Produzent Roberto Falcao, wobei diese aufgrund der Arrangements teilweise auch vierhändig eingespielt wurden.

## Geschichte
Wie schon der Vorgänger Them wird dieses Album aus der Ich-Perspektive der Person King erzählt, wobei sich der Sänger selbst als Protagonist in die fiktive Geschichte einsetzt. Nachdem er im Vorgängeralbum für den Mord an seiner Schwester und Großmutter verantwortlich gemacht wurde, befand sich King für lange Zeit in einer Nervenheilanstalt. Nach seiner Entlassung ging er zurück ins alte Haus, wo die Geschichte ihren Lauf nahm, und hat sofort wieder Kontakt zu seiner toten Großmutter und ‚Them‘. Hier setzt dann die Geschichte von Conspiracy ein:
At the Graves: King vermisst seine Schwester und ist an ihrem Grab. Er verspricht ihr, sie wieder auferstehen zu lassen und erzählt ihr von den Geistern (‚Them‘), deren Gesang sie nachts hören würde.
Sleepless Nights: In einer schlaflosen Nacht macht King einen Handel mit ‚Them‘ – sie sollen ihm mit ihren Mächten helfen, Missy wieder zurück ins Leben zu bringen. Als Gegenleistung verspricht er ihnen, das Haus Amon den Geistern zu überlassen.
Lies: Gegenüber seinem Psychiater Dr. Landau leugnet King die Existenz von ‚Them‘, um Fortschritte bei seiner Genesung vorzutäuschen. Auch gibt er an, gut zu schlafen, obwohl ihn Nachts die Gedanken an Missy quälen. Innerlich verabscheut King Dr. Landau und würde ihn am liebsten umbringen. Aber da der Arzt ihm ein Behandlungsende in Aussicht stellt und seine Mutter zu Besuch ankündigt, beherrscht er sich. Abends räumt er dann das ganze Haus auf und entsorgt auch die Axt, mit der der seine Großmutter tötete.
A Visit from the Dead: Seine Schwester erscheint ihm nachts am Bett. King weiß nicht, ob er träumt oder alles real ist, da ihm die Umgebung so unwirklich erscheint. Sein Bett bewegt sich und er sieht die Gestalt von Missy nur im Spiegel. Missy gibt ihm zu verstehen, dass großes Unheil nahen würde und sie ihm einen Traum schicken wird.
The Wedding Dream: Der Traum, den Missy King schickt, dreht sich um die Mutter. Sie trägt ein Hochzeitskleid. Neben ihr wird irgendwann der angehende Bräutigam sichtbar und King erkennt in ihm Dr. Landau, seinen Psychiater. Er schreit und möchte die Mutter warnen, nicht Dr. Landau zu heiraten, da ihm King nicht vertraut. Er bezeichnet ihn als Teufel und hat Angst, dass Landau sich das Haus unter den Nagel reißen will. Am Ende des Traums wacht er schweißgebadet auf.
‚Amon‘ Belongs to ‚Them‘: Am nächsten Tag kommt die Mutter dann ins Haus zu Besuch. An der Türschwelle möchte sie King noch eine Überraschung präsentieren und sagt ihm, dass sie noch jemanden mitgebracht hätte. Bei ihr ist Dr. Landau und sie bittet King, ihn doch auch hereinzulassen. King wehrt sich und nimmt die Mutter beiseite. Der Doktor schickt die beiden vor, sich erst einmal allein zu unterhalten und sich das Haus anzuschauen, wie es King hergerichtet hat. King gesteht der Mutter, dass das Haus ‚Them‘ gehört, die man nachts dort singen hört. Deswegen dürfe Dr. Landau das Haus nicht betreten. Er erzählt ihr aber auch, dass nachts die tote Schwester dort kommt und geht. Dann spürt King einen Nadelstich, und das letzte, was er wahrnimmt, ist, dass er zu Boden sinkt.
Victimized: Die Mutter und Dr. Landau besuchen den Priester Sammael in der Kirche und berichten ihm, dass King – der Mörder seiner eigenen Großmutter – wieder zurück und immer noch vom Satan besessen sei. Dr. Landau redet manipulativ auf den Priester ein, bis er alles glaubt. Sie drängen darauf, King zu töten und dass es keinen anderen Weg gäbe, bevor die Dämonen nicht auch ihren Verstand benebeln. Als sie zum Haus zurückkehren, sagt die Mutter zu Dr. Landau, dass King bald aus dem Weg geschafft sei und sie sich freue, dass das Haus dann ihnen gehöre.
Let it be Done: Sie beschließen, den betäubten King in einen Sarg zu legen und darin zu verbrennen. Der Priester hält derweil den vermeintlichen Dämon mit einem Kruzifix im Schach. Die verbrannten Überreste wollen sie im Grab der Schwester vergraben.
Cremation: Während King verbrannt wird, stößt er einen Fluch gegen seine Mutter aus und verspricht ihr, in jeder dunklen Stunde aus dem Grab aufzuerstehen und sie heimzusuchen.

## Trivia
Da Mikkey Dee die Band nach den Aufnahmen verlassen hatte, wird er auf der Besetzungsliste nur als Sessiondrummer geführt. Sein Nachfolger Snowy Shaw ist bereits im offiziellen Video zu Sleepless Nights zu sehen.
Das Album erschien 2004 noch einmal zusammen mit dem Vorgänger Them, wodurch die komplette zusammenhängende Geschichte erstmals als Doppel-CD veröffentlicht wurde.
Der Song Cremation erschien auf dem Soundtrack des Videospiels Brütal Legend.
Auf dem Cover des Albums ist King Diamond zum ersten Mal mit einem neuen Make-up zu sehen. Während der Aufnahmen zum Album wurde sein altes Make-up von der Rockband Kiss anwaltlich angemahnt, dass es dem Kiss-Make-up zu ähnlich sehe: „… als wir im Studio waren um Conspiracy aufzunehmen, ließen sie unseren Anwalt wissen, dass ich mein Make-Up ändern müsse. Aber ich glaube KISS hatten zu der Zeit echte Probleme und brauchten Publicity.“
Die Produktion von King Diamonds Gesang wurde auf diesem Album komplett ohne Halleffekt vorgenommen. Stattdessen wurden nur Instrumente mit Hall versehen. Der Grund war, dass die oft eingesetzten mehrstimmigen Chöre mit dem Hall zu diffus wurden. Stattdessen wurde ausschließlich ein Delay eingesetzt. Laut eigenen Worten King Diamonds wurde für das Delay über das gesamte Album eine feste Einstellung von 666 Millisekunden verwendet, die zu jedem Titel passen würde. Die Zahl des Tieres (666) ist eine Anspielung auf die okkulten Tendenzen in King Diamonds Schaffen, der sich auch oft Numerologie zu Eigen macht.
Der Titel Sleepless Nights ist von Black Sabbaths Song Air Dance beeinflusst.